# كردآباد (مقاطعة فراهان)
كردآباد (بالفارسية: کردآباد) هي قرية تقع في مركزي في إيران. يقدر عدد سكانها بـ 19 نسمة بحسب إحصاء 2016.